# Mount Carmel (Caroline du Sud)
Pour les articles homonymes, voir Mount Carmel.
Mount Carmel est une census-designated place située dans le comté de McCormick, dans l’État de Caroline du Sud, aux États-Unis. Lors du recensement de 2020, elle comptait 156 habitants.